# Gianmaria (Sänger)

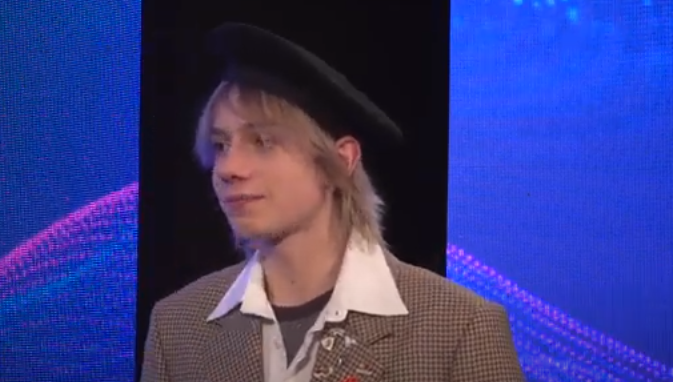
Gianmaria

gIANMARIA (* 25. August 2002 in Vicenza, als Gianmaria Volpato) ist ein italienischer Popsänger.

## Werdegang
Der Sänger wuchs in Vicenza auf und wurde von den Cantautori sowie der nationalen und internationalen Hip-Hop-Szene inspiriert. Unter dem Namen GianXoxo veröffentlichte er in Eigenregie Musik. 2021 nahm er unter dem neuen Künstlernamen gIANMARIA an der Castingshow X Factor teil. Dort machte er mit dem Lied I suicidi auf sich aufmerksam. Nachdem er im Finale den zweiten Platz belegt hatte, veröffentlichte er Anfang 2022 seine erste EP bei Sony, Fallirò. Durch den Sieg bei Sanremo Giovani 2022 mit dem Lied La città che odi qualifizierte Gianmaria sich für das Sanremo-Festival 2023. Dort erreichte er mit Mostro den 22. Platz. Im Anschluss erschien sein gleichnamiges Debütalbum.

## Diskografie

### EPs und Alben
| Jahr | Titel Musiklabel | Höchstplatzierung, Gesamtwochen, AuszeichnungChartsChartplatzierungen (Jahr, Titel, Musiklabel, Platzierungen, Wochen, Auszeichnungen, Anmerkungen) | Anmerkungen                           |
| Jahr | Titel Musiklabel | IT | Anmerkungen                           |
| ---- | ---------------- | --- | ------------------------------------- |
| 2022 | Fallirò Sony     | IT25 (1 Wo.)IT | Erstveröffentlichung: 14. Januar 2022 |
| 2023 | Mostro Sony      | IT20 (11 Wo.)IT | Erstveröffentlichung: 3. Februar 2023 |

### Singles
| Jahr | Titel Album       | Höchstplatzierung, Gesamtwochen, AuszeichnungChartsChartplatzierungen (Jahr, Titel, Album, Platzierungen, Wochen, Auszeichnungen, Anmerkungen) | Anmerkungen                                                                                     |
| Jahr | Titel Album       | IT | Anmerkungen                                                                                     |
| ---- | ----------------- | --- | ----------------------------------------------------------------------------------------------- |
| 2021 | I suicidi Fallirò | IT74 (1 Wo.)IT | Erstveröffentlichung: 29. Oktober 2021                                                          |
| 2023 | Mostro            | IT16 Platin · (11 Wo.)IT | Erstveröffentlichung: 8. Februar 2023 Beitrag für das Sanremo-Festival 2023 Verkäufe: + 100.000 |
| 2023 | Io ti conosco –   | IT75 (1 Wo.)IT | Erstveröffentlichung: 24. November 2023 mit Madame                                              |

Weitere Singles
- 2021: Tutto o niente 2
- 2021: Mamma scusa
- 2021: Ascolta (IT: Gold)
- 2022: Senza saliva
- 2022: Non dovevo farlo
- 2022: Amore Spray (mit Close Listen & Side Baby)
- 2022: I Bambini
- 2022: La città che odi
- 2023: Disco Dance (mit Francesca Michielin)

## Belege
1. ↑  La storia di gIANMARIA: dalle prime canzoni a X Factor lottando contro gli attacchi di panico. In: All Music Italia. 13. November 2021, abgerufen am 29. Oktober 2022 (italienisch).
2. ↑  gIANMARIA: il primo EP dopo X-Factor è "Fallirò", ma il successo suggerisce il contrario. Radio Deejay, 22. Januar 2022, abgerufen am 29. Oktober 2022 (italienisch).
3. ↑  Alben von gIANMARIA. In: Italiancharts.com. Hung Medien, abgerufen am 30. Oktober 2022 (italienisch).
4. ↑  Archivio classifiche Top Singoli. FIMI, abgerufen am 23. Dezember 2020 (italienisch).
5. ↑  Auszeichnungen für Musikverkäufe: IT

| Personendaten    | Personendaten                               |
| ---------------- | ------------------------------------------- |
| NAME             | Gianmaria                                   |
| ALTERNATIVNAMEN  | gIANMARIA; Volpato, Gianmaria (Geburtsname) |
| KURZBESCHREIBUNG | italienischer Popsänger                     |
| GEBURTSDATUM     | 25. August 2002                             |
| GEBURTSORT       | Vicenza                                     |